# Schenkeldreieck
Als Schenkeldreieck (lat. Trigonum femorale, Scarpa-Dreieck nach Antonio Scarpa) bezeichnet man ein dreieckiges Gebiet an der Innenseite des Oberschenkels unmittelbar unterhalb der Leistenbeuge. 

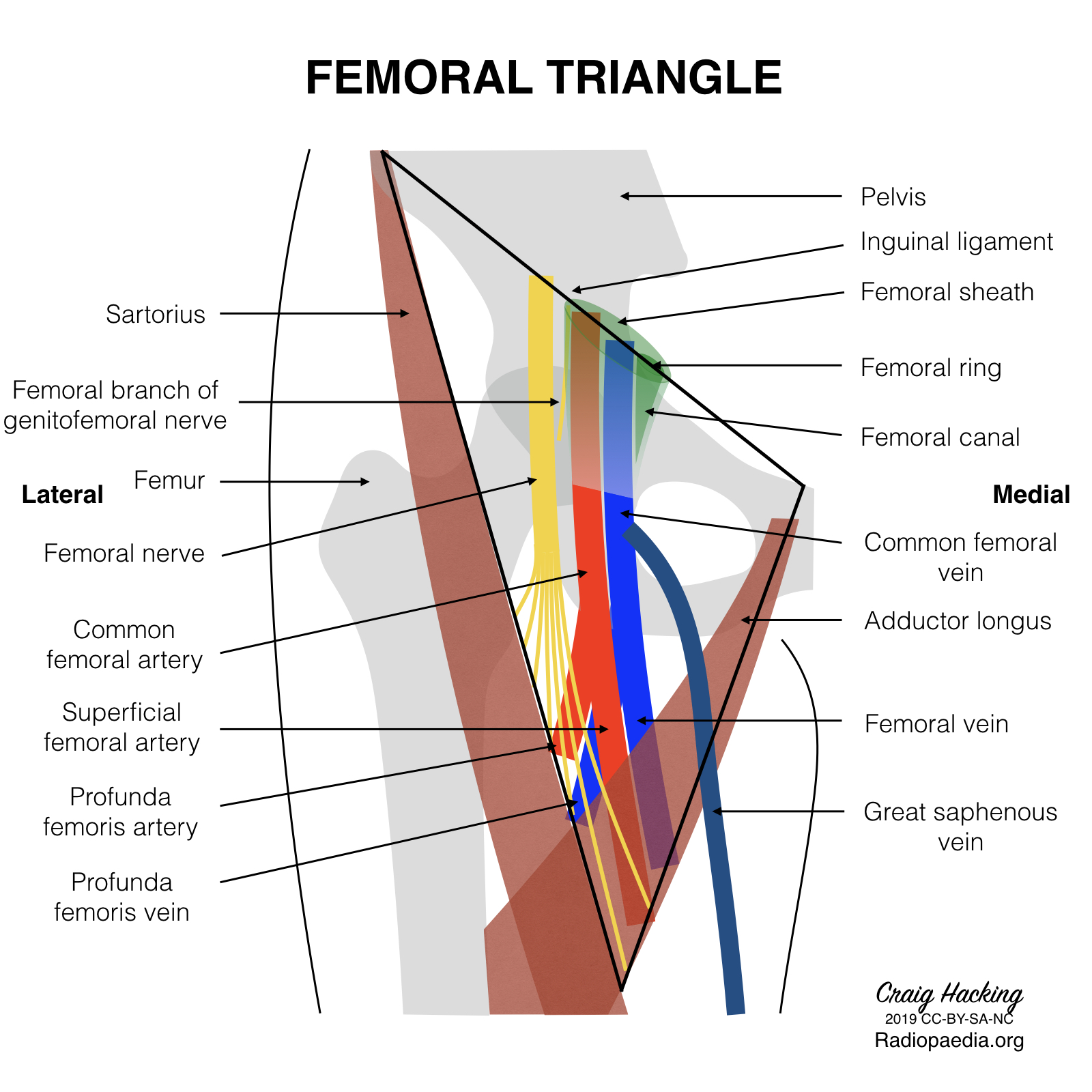
Ein anatomischer Bereich, der seitlich vom M. sartorius, medial vom M. adductor longus und oberhalb vom Oberschenkelring begrenzt wird und die Gefäße der tiefen Oberschenkelgefäße, Arterien und Nerven umfasst

Im Schenkeldreieck verlaufen unmittelbar unter Haut und Oberschenkelfaszie:
- Arteria femoralis und deren proximale Abgänge
- Vena femoralis
- Nervus femoralis
- Nervus saphenus

Die Grenzen des Schenkeldreiecks sind beim Menschen: 
- proximal: Leistenband (Ligamentum inguinale)
- lateral: Musculus sartorius
- medial: Musculus adductor longus
- dorsal (Boden): Musculus iliopsoas und Musculus pectineus

Bei den vierfüßigen Säugetieren wird es begrenzt von:
- oben: Leistenband (Ligamentum inguinale)
- kranial:  Musculus sartorius
- kaudal: Musculus pectineus

Vom Schenkeldreieck setzt sich der Schenkelspalt als Gefäß-Nerven-Straße fort.